# Незбагненні шляхи
Незбагненні шляхи (рос. Пути неисповедимы) — третій студійний альбом російського реп-виконавця Face, випущений 2 вересня 2018 року.

## Опис
Альбом складається з восьми треків, присвячених проблемам сучасної Росії, критиці російської влади та її політики. Одночасно пісні переповні ненормативною лексикою. Платівка піднімає теми корупції, беззаконня, несправедливості судової системи та зловживання владою. Окрім того, у треці «Наш менталитет» Face називає себе ворогом держави.

## Сприйняття
Одразу пісня публікації, альбом названо «одним із найгучніших музичних подій останніх місяців». Різні інтернет-видання зауважили, що Face радикально змінив тематику своїх пісень: з «демонстрації власної зверхності» на політичний опозиційний хіп-хоп.

## Пісні
| #  | Назва               | Тривалість |
| -- | ------------------- | ---------- |
| 1. | «Ворованный воздух» | 1:44       |
| 2. | «Заточка»           | 3:15       |
| 3. | «Из окна»           | 3:21       |
| 4. | «Салам»             | 3:38       |
| 5. | «Никакой любви»     | 3:02       |
| 6. | «Наш менталитет»    | 2:51       |
| 7. | «Четвёртый всадник» | 2:37       |
| 8. | «Молитва»           | 2:37       |